# سيناريوهات التغير المناخي

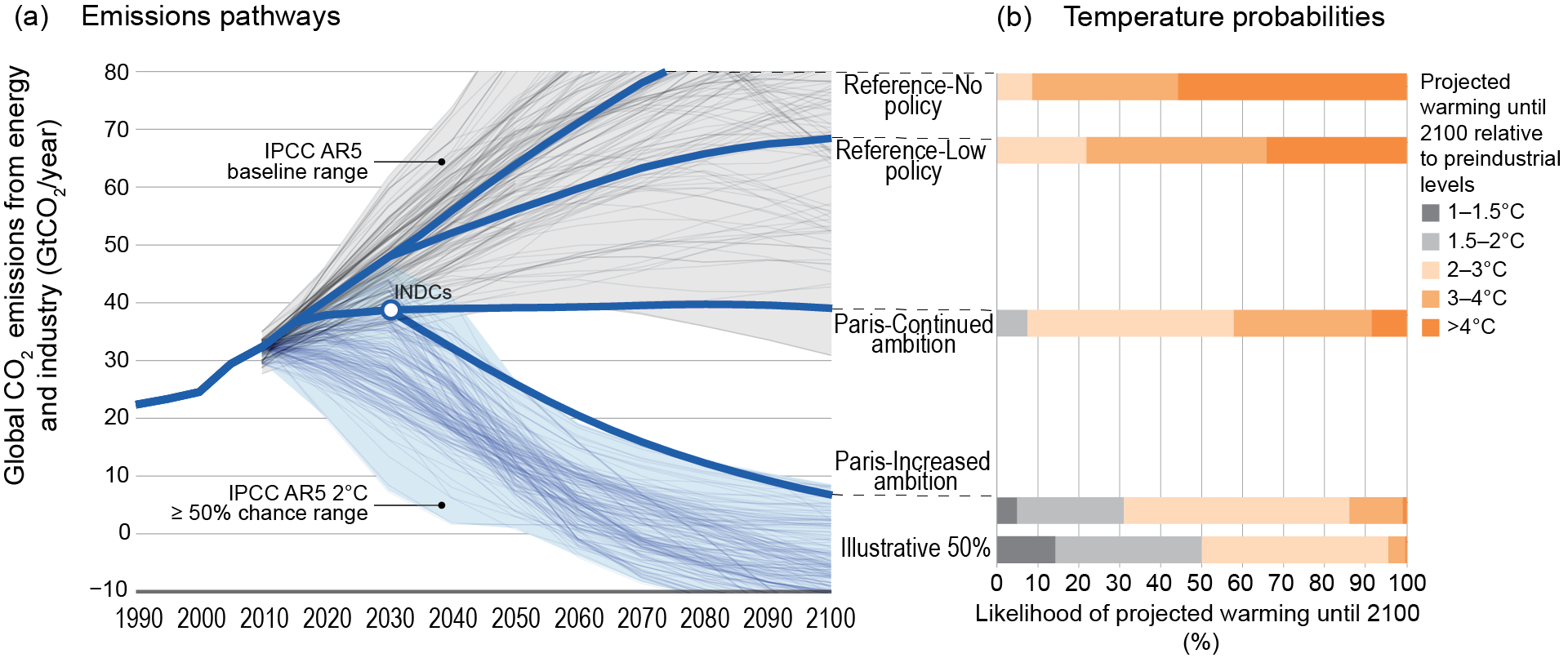

سيناريوهات التغير المناخي أو السيناريوهات الاقتصادية الاجتماعية هي إسقاطات حول انبعاثات الغازات الدفيئة مستقبلًا التي يستخدمها المحللون لتقييم التأثيرات المستقبلية للتغير المناخي. يتطلب وضع السيناريوهات تقديرات بخصوص المستويات السكانية في المستقبل، والنشاط الاقتصادي، وهيكلية الحوكمة، والقيم الاجتماعية، وأنماط التغير التكنولوجي. يمكن استخدام النمذجة الاقتصادية ونمذجة الطاقة (مثل نماذج وورلد 3 أو بولز) لتحليل وقياس آثار هذه العوامل.

## سيناريوهات الانبعاث
السيناريوهات المستقبلية العالمية
يمكن النظر إلى هذه السيناريوهات باعتبارها قصصًا للمستقبل المحتمل. إذ إنها تعطي وصفًا للعوامل التي يصعب قياسها كميًا، مثل الحوكمة، والهيكلة الاجتماعية، والمؤسسات. قيمت موريتا وآخرون الأبحاث المتعلقة بالسيناريوهات المستقبلية العالمية. وجدوا درجة كبيرة من التفاوت بين تلك السيناريوهات، تراوحت بين أشكال التنمية المستدامة، إلى انهيار الأنظمة الاجتماعية والاقتصادية والبيئية. وجدت العلاقات التالية في معظم الدراسات:
- زيادة الغازات الدفيئة: ترتبط هذه العلاقة بسيناريوهات نمو اقتصاد ما بعد الصناعة مع العولمة ، غالبًا مع انخفاض التدخل الحكومي وارتفاع مستويات المنافسة عمومًا. انخفضت المساواة في الدخل ما بين الأمم، لكن لم يكن هناك نمط واضح في المساواة الاجتماعية أو المساواة في الدخل على الصعيد الدولي.
- انخفاض الغازات الدفيئة: في بعض هذه السيناريوهات، ارتفع الناتج المحلي الإجمالي. أظهرت سيناريوهات أخرى أن النشاط الاقتصادي محدود على مستوى مستدام بيئيًا. ارتبط السيناريوهات المتعلقة بانخفاض الانبعاث بمستوىً عالٍ من التدخل الحكومي في الاقتصاد. أظهرت غالبية السيناريوهات زيادة المساواة الاجتماعية والمساواة في الدخل داخل الدول وفيما بينها.

أشارت موريتا وآخرون (2001) إلى أن هذه العلاقات ليست دليلًا على السببية.
لم تكن هناك أنماط قوية في العلاقة ما بين النشاط الاقتصادي وانبعاثات غازات الدفيئة. تبين أن النمو الاقتصادي متوافق مع زيادة انبعاثات غازات الدفيئة أو خفضها. في الحالة الأخيرة، تُسوّى الزيادة في الانبعاثات من خلال زيادة كفاءة الطاقة، أو التحول إلى مصادر الطاقة غير الأحفورية، أو التحول إلى اقتصاد ما بعد الصناعة (الاقتصاد القائم على الخدمات).

### اتجاهات التنمية
من بين النقاط المهمة التي تؤخذ في عين الاعتبار عند إنشاء السيناريوهات هي الكيفية التي قد تتمكن بها التنمية الاجتماعية والاقتصادية من التقدم في البلدان النامية. على سبيل المثال، إذا ما اتبعت البلدان النامية مسارًا إنمائيًا مماثلا للبلدان الصناعية الحالية، فإن ذلك قد يؤدي إلى زيادة كبيرة جدًا في الانبعاثات. لا تعتمد الانبعاثات على معدل نمو الاقتصاد فحسب. تشمل العوامل الأخرى التغيرات الهيكلية في نظام الإنتاج، والأنماط التكنولوجية في قطاعات مثل قطاع الطاقة، والتوزيع الجغرافي للمستوطنات البشرية والهياكل الحضرية (هذا يؤثر كمثال على متطلبات النقل)، وأنماط الاستهلاك (مثل أنماط الإسكان، والأنشطة الترفيهية، وما إلى ذلك)، والأنماط التجارية التي يمكن أن تؤثر على درجة الحمائية (سياسة الحماية) وإنشاء كتل تجارية إقليمية يمكن أو تؤثر على توافر التكنولوجيا.

### السيناريوهات الأساسية
يُستخدم السيناريو الأساسي مرجعًا للمقارنة أمام سيناريوهات بديلة، على سبيل المثال، سيناريو التخفيف. لدى تقييم أبحاث السيناريوهات الأساسية التي قدمها فيشر وآخرون، وُجد أن توقعات انبعاثات ثاني أكسيد الكربون الأساسية تغطي نطاقًا واسعًا. في الولايات المتحدة، تطلق محطات الطاقة الكهربائية نحو 2.4 مليار طن من ثاني أكسيد الكربون في العام، أو ما يقارب 40% من إجمالي الانبعاثات في البلاد. اتخذت وكالة حماية البيئة خطوات أولى مهمة بوضع معايير من شأنها خفض التلوث الكربوني الناتج عن السيارات والشاحنات إلى النصف تقريبًا بحلول عام 2025 عبر طرح معايير من شأنها الحد من تلوث الكربون الناجم عن محطات الطاقة الجديدة.
العوامل التي تؤثر على توقعات الانبعاثات هذه هي:
- التوقعات السكانية: مع تساوي جميع العوامل الأخرى، تؤدي التوقعات السكانية المنخفضة إلى توقعات انبعاثات أكثر انخفاضًا.
- التطور الاقتصادي: النشاط الاقتصادي هو المحرك المهيمن للطلب على الطاقة وبالتالي انبعاثات الغازات الدفيئة.
- استخدام الطاقة: التغيرات المقبلة في نظم الطاقة هي محدد أساسي لانبعاثات الغازات الدفيئة في المستقبل.
  - كثافة الطاقة: هو إجمالي إمدادات الطاقة الأولية لكل وحدة من الناتج المحلي الإجمالي.[6] في جميع تقييمات السيناريوهات الأساسية، كان من المتوقع أن تتحسن كثافة الطاقة بشكل كبير خلال القرن الحادي والعشرين. كان نطاق عدم اليقين في كثافة الطاقة المتوقعة كبيرًا (فيشر وآخرون 2007).
  - كثافة الكربون: هي انبعاثات ثاني أكسيد الكربون لكل وحدة من إجمالي إمدادات الطاقة الأولية. مقارنة بسيناريوهات أخرى، وجد فيشر وآخرون (2007) أن كثافة الكربون كانت أكثر ثباتًا في السيناريوهات التي لم تفرض فيها أية سياسات متعلقة بالمناخ. وكان نطاق عدم اليقين في كثافة الكربون المتوقعة كبيرًا. في الطرف الأعلى من النطاق، حملت بعض السيناريوهات توقعًا بأن تقنيات الطاقة من دون انبعاثات ثاني أكسيد الكربون سوف تصبح قادرة على المنافسة في غياب سياسة المناخ. استندت هذه التوقعات على افتراض ارتفاع أسعار الوقود الأحفوري والتقدم التكنولوجي السريع في التكنولوجيات الخالية من الكربون. تتزامن السيناريوهات التي تشهد تحسنًا طفيفًا في كثافة الكربون مع سيناريوهات تشتمل على قاعدة ضخمة من الوقود الأحفوري، أو أقل عنادًا تجاه استهلاك الفحم، أو معدلات تنمية تكنولوجية منخفضة فيما يتعلق بالتقنيات الخالية من الوقود الأحفوري.
- تغيّر استخدام الأرض: يلعب تغير استخدام الأرض دورًا هامًا في تغير المناخ، مما يؤثر على الانبعاثات وعزل الكربون والوضاءة (قدرة جسم ما على عكس الضوء الساقط عليه من مصدر ضوئي كالشمس). يشكل الطلب على الغذاء واحدًا من المحركات المهيمنة في مجال تغيّر استخدام الأراضي. النمو السكاني والاقتصادي هما أهم العوامل التي تدفع الطلب على الأغذية.[7]

## توقعات الانبعاثات الكمية
ظهرت مجموعة واسعة من التوقعات الكمية بخصوص انبعاثات الغازات الدفيئة. إن السيناريوهات الصادرة عن «التقرير الخاص عن سيناريوهات الانبعاثات (سريس)» هي سيناريوهات انبعاثات «أساسية» (أي أنها تفترض عدم بذل جهود في المستقبل للحد من الانبعاثات)، وكثيرًا ما استخدمت في الكتابات العلمية. تلخص الإسقاطات المتعلقة بالغازات الدفيئة التوقعات حتى عام 2030، وفقًا لتقديرات روغنر وآخرين. هناك دراسات أخرى تقدم في هذا المجال.

### تقرير التوليف الصادر عنبرنامج الأمم المتحدة للبيئةلعام 2011
نظر برنامج الأمم المتحدة للبيئة (برنامج الأمم المتحدة للبيئة، 2011) كيفية تطور الانبعاثات العالمية حتى عام 2020 اعتمادًا على مختلف قرارات السياسة العامة. لإعداد تقريرهم، دعا برنامج الأمم المتحدة للبيئة (2011) 55 عالمًا وخبيرًا من 28 فريقًا علميًا في 15 بلدًا.
اقترحت التوقعات، بافتراض عدم بذل أي جهود جديدة لخفض الانبعاثات أو استنادًا إلى الإتجاه المفترض حول استمرار الأعمال التجارية دون تأثير السياسات المناخية عليها، انبعاثات عالمية في عام 2020 قدرها 56 غيغا طن من مكافئ ثاني أكسيد الكربون، بنطاق يمتد بين 55 إلى 59 غيغا طن من مكافئ ثاني أكسيد الكربون. عند تبني إسقاط مختلف حيث تم الوفاء باتفاق كوبنهاجن بأحسن أشكاله، بقيت الانبعاثات العالمية المتوقعة بحلول عام 2020 عند مستوى 50 غيغا طن من ثاني أكسيد الكربون. مع الاستمرار في الاتجاه الحالي، خاصة في حال انخفاض الرغبة في إحداث تغيير، هناك توقعات بزيادة درجات الحرارة بمقدار 3 درجات مئوية بحلول نهاية القرن، وهو تشير التقديرات إلى أنه سيجلب عواقب بيئية واقتصادية واجتماعية وخيمة. على سبيل المثال، يمكن أن تؤدي الحرارة العالية للهواء وما ينتج عنها من نتح تبخري إلى عواصف رعدية ضخمة ومخاطر أكبر من الفيضانات المفاجئة.